# Lopadorrhynchus nationalis
Lopadorrhynchus nationalis är en ringmaskart som beskrevs av Reibish 1895. Enligt Catalogue of Life ingår Lopadorrhynchus nationalis i släktet Lopadorrhynchus och familjen Lopadorrhynchidae, men enligt Dyntaxa är tillhörigheten istället släktet Lopadorrhynchus och familjen Lopadorhynchidae. Arten har ej påträffats i Sverige. Inga underarter finns listade i Catalogue of Life.